# Tatopani (Surkhet)
Tatopani (nep. तातोपानी, trl. Tātopānī, trb. Tatopani) – gaun wikas samiti w zachodniej części Nepalu w strefie Bheri w dystrykcie Surkhet. Według nepalskiego spisu powszechnego z 2001 roku liczył on 936 gospodarstw domowych i 4786 mieszkańców (2560 kobiet i 2226 mężczyzn).